# Белвельо
Белвѐльо (на италиански: Belveglio; на пиемонтски: Birvèj, Биврей) е село и община в Северна Италия, провинция Асти, регион Пиемонт. Разположено е на 141 m надморска височина. Населението на общината е 327 души (към 2010 г.).